# Trichocomaceae
Trichocomaceae är en familj av svampar i ordningen Eurotiales. Trichocomaceae är saprofager.